# Panarabische Spiele/Badminton
Badminton wird bei den Panarabischen Spielen seit 1999 ausgetragen. Auch bei den folgenden Veranstaltungen 2004 und 2007 war Badminton im Programm der Spiele. 2011 wurde Badminton ursprünglich auch in das Programm der Spiele aufgenommen, aufgrund einer nicht erreichten Mindestteilnehmerzahl von startenden Ländern wurde das Turnier jedoch abgesagt.

## Resultate
| Jahr      | Herreneinzel      | Dameneinzel         | Herrendoppel                       | Damendoppel                         | Mixed                                | Herrenteam        | Damenteam         |
| --------- | ----------------- | ------------------- | ---------------------------------- | ----------------------------------- | ------------------------------------ | ----------------- | ----------------- |
| 1999      | Talal Derki       | Iva Vrova Al-Katrib | Bassel Al-Dora Talal Derki         | Iva Vrova Al-Katrib Rasha Al-Hassan | Tariq Mansour Elfawair Najwa Al Turk | Syrien            | Syrien            |
| 2004      | Tarek Shalhoum    | Karim Hadeel        | Karim Rezig Omar Zaradine          | Iva Vrova Al-Katrib Karim Hadeel    | Bassel Al-Dora Karim Hadeel          | Syrien            | Ägypten           |
| 2007      | Nabil Lasmari     | Karim Hadeel        | Nabil Lasmari Karim Rezig          | Karim Hadil Mhaouech Bouchra        | Bassel Addorah Karim Hadil           | Algerien          | Syrien            |
| 2011      | ohne Badminton    | ohne Badminton      | ohne Badminton                     | ohne Badminton                      | ohne Badminton                       | ohne Badminton    | ohne Badminton    |
| 2015 2019 | nicht ausgetragen | nicht ausgetragen   | nicht ausgetragen                  | nicht ausgetragen                   | nicht ausgetragen                    | nicht ausgetragen | nicht ausgetragen |
| 2023      | Adnan Hasan       | Maryam Abuarrah     | Koceila Mammeri Youcef Sabri Medel | Linda Mazri Yassmina Chibah         | Koceila Mammeri Tanina Mammeri       | -                 | -                 |